# ريتشارد فرانسيس برتون
السير ريتشارد فرانسيس برتون (بالإنجليزية: Richard Francis Burton) مستكشف ومستشرق وعسكري ومترجم من أصول إنجليزية إيرلندية (ولد في 19 مارس 1821 - توفي في 20 أكتوبر 1890). كان يتقن اللغتين العربية والفارسية لذلك قام بترجمة العديد من النصوص الأصلية لأمهات الكتب العربية إلى الإنجليزية من ذلك حكايات ألف ليلة وليلة، وفعل الأمر نفسه مع الكتب الفارسية.

## استشراقه
طرد برتون من جامعة أكسفورد عام 1842، فانتقل إلى الهند بصفة ملازم أول في الجيش وهناك أخذ مظهر المسلمين وقام بكتابة تقارير عن السوق والتجار، ثم انتقل إلى بلاد العرب وهناك استخدم نفس المظهر الإسلامي وكان ثاني شخص غير مسلم يحج المدينة ومكة في عام 1855 (تذكر المصادر أن الشخص الأول هو فارتيما في عام 1503 م).

## محاولاته
تقدم بيرتون في عام 1268هـ/1852م إلى الجمعية الجغرافية الملكية في لندن بطلبٍ لإرساله إلى شبه الجزيرة العربية ليستكشف دروبها ويقطعها من مسقط إلى الحجاز، وبالفعل وافقت الجمعية على طلب، ولعل من أهم الاسباب الموافقة علمها بإن بيرتون نشر كتابين أحدهما عن جولاته في بلاد السند، والآخر عن رحلته إلى جاوة، ووافقت حكومة شركة الهند البريطانية شريطة أن تكون مدة رحلته سنة واحدة وهي كافية بنظرها.

## رحلاته
في عام 1857 قاد برتون حملة مع جون هاننغ سبيك لمعرفة مصدر نهر النيل ولكنه ابتلي بالملاريا فعاد وكان أول أوربي يصل إلى بحيرة تنجانيقا. رحلاته المتنوعة شملت 43 موضوع ودراسة مثل المورمون، شعب غرب أفريقيا، الأراضي المرتفعة البرازيلية، آيسلندا. وقد تعلم 29 لغة وعدد كبير من اللهجات.

## كتبه
من بين الـ30 مجلد التي كتبها كان هنالك مجلدات على أبجديات فن الحب عن الشرقيين وأهم ترجماته هي حكايات الف ليلة وليلة.

## وفاته
توفي برتون في 20 أكتوبر 1890 في النمسا، وبسبب ملاحظاته العرقية فقد أصبح لديه الكثير من الأعداء. بعد وفاته قامت زوجته، إيزابيل بورتون، الكاثوليكية المخلصة، بحرق نتاج 40 سنة من يومياته ومقالاته.

## روابط خارجية
- ريتشارد فرانسيس برتون على موقع الموسوعة البريطانية (الإنجليزية)
- ريتشارد فرانسيس برتون على موقع ميوزك برينز (الإنجليزية)
- ريتشارد فرانسيس برتون على موقع إن إن دي بي (الإنجليزية)